# Гастер, Теодор
Теодо́р Ге́рцель Га́стер (англ. Theodor Herzl Gaster; 21 июля 1906, Лондон, Великобритания — 2 февраля 1992, Филадельфия, Пенсильвания, США) — американский библеист и историк религии, исследователь Кумранских рукописей. Автор работ по сравнительному религиоведению, истории религий и мифологии. Автор однотомного (сокращённого) издания 13-томной «Золотой ветви» Джеймса Джорджа Фрэзера, в которое внёс дополнения, исправления и обширные пояснения.

## Биография
Родился 21 июля 1906 года в семье гебраиста и фольклориста Мозеса Гастера, также являвшегося сионистским деятелем (в его доме был подготовлен первый проект декларации Артура Бальфура) и главным раввином (хахамом) сефардской общины в Великобритании. Его дедушкой по матери был востоковед и директор Лондонской школы иудаики Михаэль Фридлендер. Своё имя получил в честь Теодора Герцля, бывшего другом отца.
Получил в 1928 году в Лондонском университете бакалавра гуманитарных наук по антиковедению, и 1936 году там же магистра гуманитарных наук по ближневосточной археологии защитив диссертацию по теме «Тексты Рас-Шамры и истоки драмы». Получил доктора философии в Колумбийском университете.
В 1942 году начал преподавать в аспирантуре Колумбийского университета, а 1945 году также и в Колледже Дропси (в 1971—1981 годах — профессор религии и руководитель ближневосточного антиковедения). В 1945 году на полтора года стал заведующим отделом гебраистики Библиотеки Конгресса США. В 1946—1950 годах — преподаватель истории семитской цивилизации в Нью-Йоркском университете. В 1951—1952 годах являлся фулбрайтским научным сотрудником по истории религий в Римском университете, в 1961 году стал фулбрайтским научным сотрудником по библеистике и истории религий в Мельбурнском университете. В середине 1940-х — середине 1960-х годов являлся приглашённым профессором в различных колледжах и университетах США. Кроме того, трижды был приглашённым профессором в Лидском университете. В 1966 году стал профессором религии в Барнард-колледже Колумбийского университета, где в 1968—1972 годах также являлся заведующим кафедрой религии. Затем вновь выступал в качестве приглашённого профессора в различных американских университетах, включая преподавание в течение ряда лет во Флоридском университете.

## Отзывы
Историк религии Элейн Пейджелс отмечала о своем коллеге Барнард-колледжу: «Видный современный учёный Теодор Гастер 13-й сын главного раввина Лондона. Он знал все языки Библии и, однажды в 1976 году, студенты одной из его групп услышали, что в целом он знает 32 языка. Его преподавание было наполнено теплотой человечности, юмором, воодушевлением и остроумием».

## Научные труды
- A Canaanite Ritual Drama" The Spring Festival at Ugarit (англ.). — n.p.: n.p., 1946. Reprinted from Journal of the American Oriental Society[англ.], volume 66, number 1, Jan.-March, 1946.
- The Face of Hate (неопр.). — New York: Walter J. Black, 1948.
- Passover, its History and Traditions (неопр.). — New York: H. Schuman, 1949.
- Purim and Hanukkah in Custom and Tradition; Feast of Lots, Feast of Lights (англ.). — New York: Schuman, 1950.
- Thespis: Ritual, Myth, and Drama in the Ancient Near East (англ.). — New York: Schuman, 1950. Other edition: Thespis: Ritual, Myth, and Drama in the Ancient Near East (англ.). — new and revised. — Garden City, N.Y.: Doubleday, 1961.
- The Oldest Stories in the World (неопр.). — New York: Viking Press, 1952.
- Festivals of the Jewish year: A Modern Interpretation and Guide (англ.). — New York: Sloane, 1953.
- Holy and the Profane: Evolution of Jewish Folkways (англ.). — 1955: W. Sloane Associates, 1955. (Republished as Customs and Folkways of Jewish Life (неопр.). — New York: W. Sloane Associates, 1955.)
- New Year: its history, customs, and superstitions (1955)
- The Dead Sea Scriptures in English Translation (англ.). — Garden City, N.Y.: Doubleday, 1956. Other editions: The Dead Sea Scriptures in English Translation (англ.). — rev. and enl.. — Garden City, N.Y.: Anchor Book, 1964. The Dead Sea Scriptures in English (неопр.). — 3rd; rev. and enl.. — Garden City, N.Y.: Anchor Books/Doubleday, 1976. — ISBN 0385088590.
- The New Golden Bough: A New Abridgment of the Classic Work by Sir James George Frazer (англ.) / Theodore Gaster. — New American Library/Mentor Book, 1956.
- Myth, Legend, and Custom in the Old Testament: A Comparative study with Chapters from Sir James G. Frazer's Folklore in the Old Testament (англ.). — New York: Harper & Row, 1969.